# Parc Natural d'Alvão
El Parc Natural d'Alvão és una àrea protegida de Portugal, catalogada com a parc nacional, i com a Lloc d'Importància Comunitària segons la xarxa Natura 2000. El parc està situat entre els municipis de Mondim de Basto i Vila Real, al nord del país. Va ser creat el 1983 i com LIC el 1997, s'estén per una àrea muntanyosa de 588 km².
La principal curiositat geològica és una cascada d'aigua coneguda com les «Fisgas do Ermelo».

## Fauna
- Àguila reial (gairebé extingida)
- Llop ibèric (el centre de la població del parc d'Alvão és un dels més importants de Portugal.
- Gat salvatge
- Falcó pelegrí

## Galeria

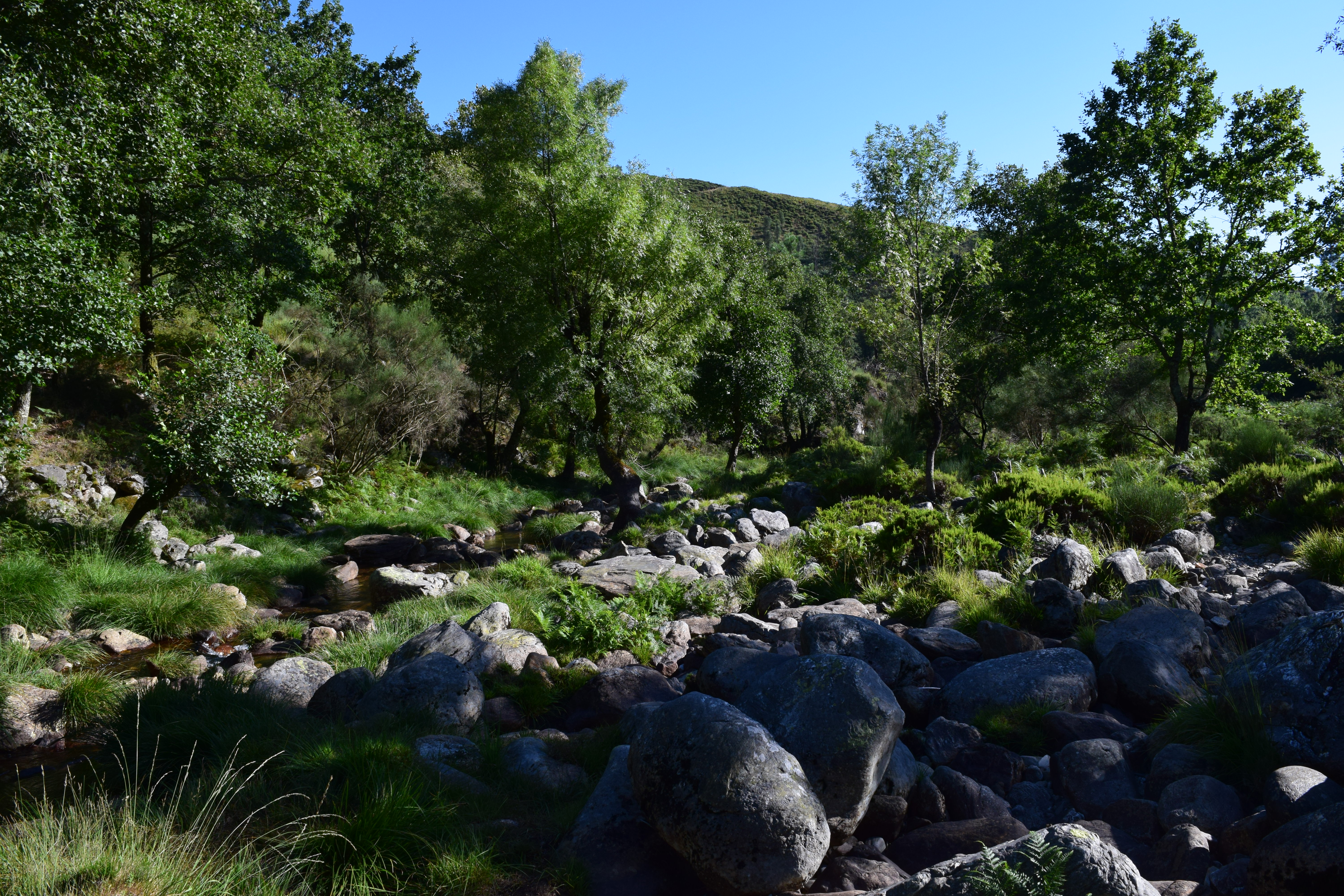
Parc Natural d'Alvão
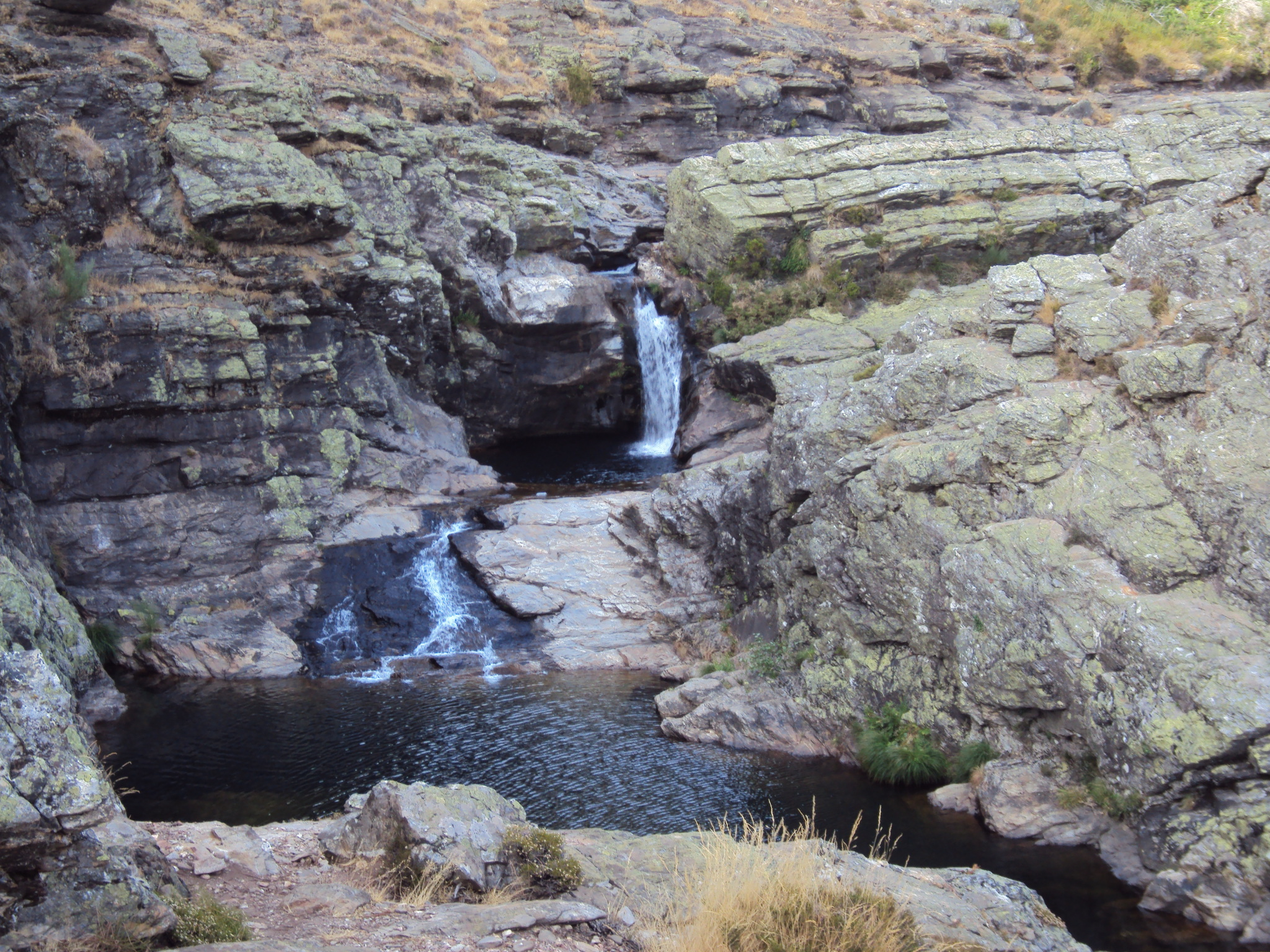
Fisgas do Ermelo
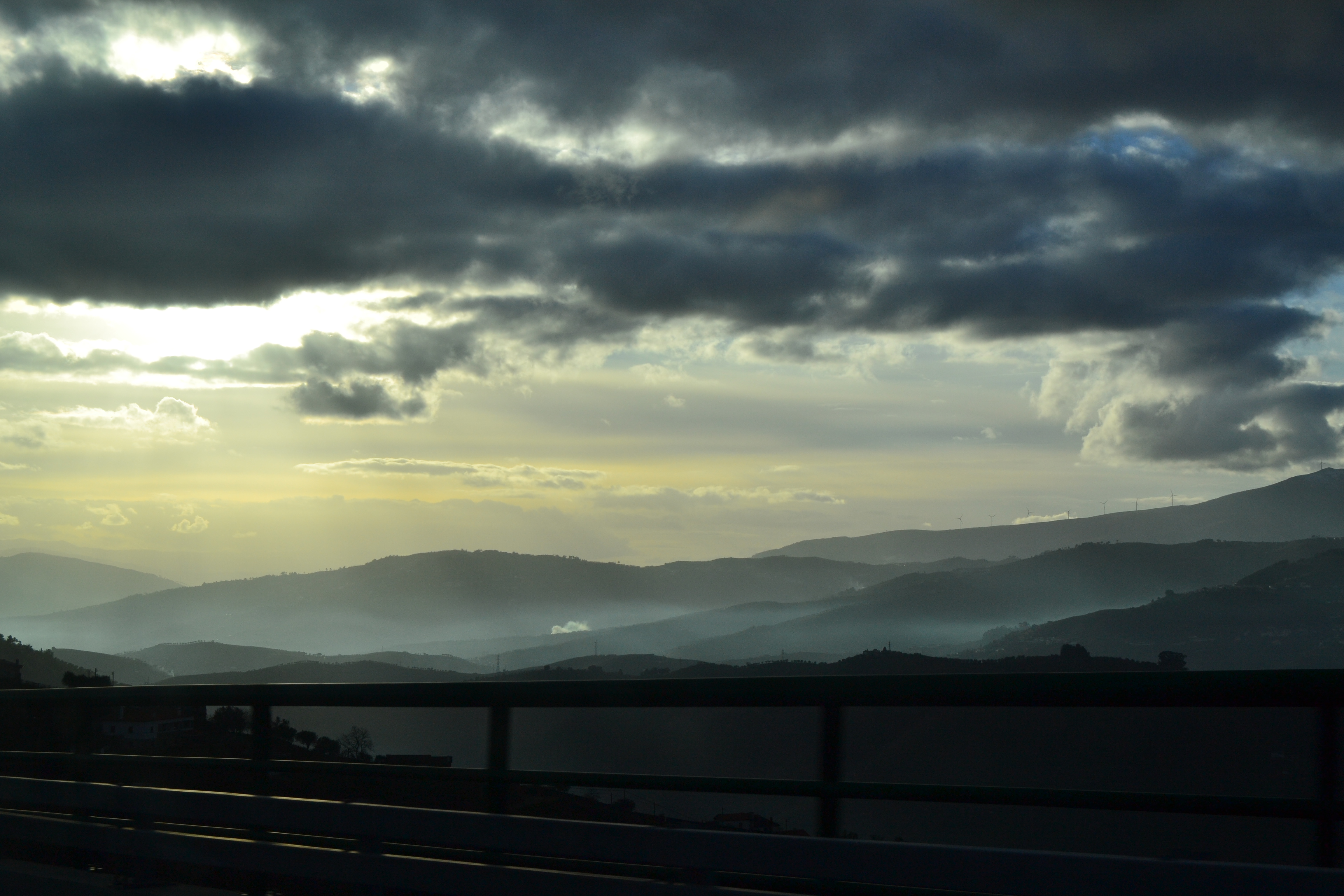
Nit al Parc d'Alvão